# 星くず兄弟の伝説
『星くず兄弟の伝説』（ほしくずきょうだいのでんせつ）は、1980年（昭和55年）10月25日に発売された日本のアルバム、および同日発売されたシングルである。近田春夫の2枚目のソロ・アルバムであり、4枚目のソロ・シングルである。
表題曲は当時、映画『ニッポン警視庁の恥といわれた二人 刑事珍道中』（1980年）の主題歌に採用された。また、発売5年後の1985年（昭和60年）、本アルバムを原案に同名映画『星くず兄弟の伝説』が制作・公開された。

## 概要・略歴

### 発売当初
古巣のキングレコードから日本コロムビアに移籍した近田春夫の移籍第一弾のアルバムで、同名のシングルが同日発売された。
まず本アルバムについては、近田が熱愛する映画『ファントム・オブ・パラダイス』（監督ブライアン・デ・パルマ、1974年）を下敷きにした「架空のロック・ミュージカル映画のサントラ盤」として考えられたものである。したがって当時『星くず兄弟の伝説』なる映画は、近田の脳内にしか存在しなかった。『ファントム・オブ・パラダイス』の登場人物名から近田が命名した、近田のバックバンド「BEEF」は、すでに同年6月1日、ジューシィ・フルーツとしてデビュー、シングル『ジェニーはご機嫌ななめ』が大ヒットしており、近田のバックバンドとしては機能しなくなっていた。本アルバムに関しては、FILMSのギタリスト・赤城忠治が、作曲・演奏で協力した。
本シングルについては、表題曲『星くず兄弟の伝説』、レコードB面曲『星くず兄弟のテーマ』がそれぞれ、角川映画『ニッポン警視庁の恥といわれた二人 刑事珍道中』（脚本鎌田敏夫、監督斎藤光正、同年10月4日公開）の主題歌、挿入歌として使用された。同映画の音楽プロデューサーは近田だった。

### 映画化実現とその後
当時近田の脳内にしか存在しなかった映画『星くず兄弟の伝説』は、本アルバムを原案として、本盤リリースの5年後、1985年（昭和60年）に手塚眞監督により、同名映画『星くず兄弟の伝説』として実写映画化された。その際には、本盤の楽曲をリメイク、あらたにオリジナル楽曲を加えたアルバム『「星くず兄弟の伝説」オリジナル・サウンド・トラック』（1985年）を制作し、SMSレコード（渡辺プロダクション系、1988年解散）から、「スターダスト・ブラザース」名義のシングル『星くず兄弟の伝説』（B面『ガソリンの雨』）と同時にリリースした。
本アルバムは、その後、1990年（平成2年）10月21日にコロムビアミュージックエンタテインメントからCD再発売され、その後も「CD文庫1500」の1枚として、1993年（平成5年）10月21日、2001年（平成13年）10月21日に同社から再発売された。2008年（平成20年）8月20日には、株式会社ユースから再発売された。

## アルバム収録曲
| 1. 星くず兄弟のテーマ - Instrumental - 作曲・編曲近田春夫 2. ガソリンの雨 - 作詞近田春夫、作曲赤城忠治、編曲近田春夫 3. 若者達の心にしみる歌の数々 - 作詞・作曲・編曲近田春夫 4. 黄色い太陽 - 作詞・作曲・編曲近田春夫 5. 強敵アトミック - 作詞・作曲・編曲近田春夫 6. モニター - 作詞近田春夫、作曲赤城忠治、編曲近田春夫 | 1. オートマチック - 作詞・作曲・編曲近田春夫 2. 往年のバラード - 作詞・作曲・編曲近田春夫 3. 星くず兄弟の伝説 - 作詞近田春夫、作曲赤城忠治、編曲近田春夫、ホーンアレンジ新田一郎 4. クレージー・ゲーム - 作詞近田春夫、作曲赤城忠治、編曲近田春夫 5. 星くず兄弟のテーマ - Instrumental - 作曲・編曲近田春夫 |

## シングル収録曲

### Side A
1. 星くず兄弟の伝説
  - 作詞近田春夫、作曲赤城忠治、編曲近田春夫、ホーンアレンジ新田一郎

### Side B
1. 星くず兄弟のテーマ - Instrumental
  - 作曲・編曲近田春夫

## 関連事項
- 1980年の音楽
- ファントム・オブ・パラダイス - ブライアン・デ・パルマ
- ニッポン警視庁の恥といわれた二人 刑事珍道中 - 斎藤光正
- 星くず兄弟の伝説 (映画) - 手塚眞
- 「星くず兄弟の伝説」オリジナル・サウンド・トラック

## 註
1. 1 2 3 4 5 6 7 8  石川誠壱のウェブサイト「近田春夫と私」の記述を参照。
2. ↑  #外部リンク内の日本映画データベース「ニッポン警視庁の恥といわれた二人 刑事珍道中」リンク先の記述を参照。
3. ↑  #外部リンク内のYahoo! ミュージック「星くず兄弟の伝説」および「CD文庫1500 星くず兄弟の伝説」リンク先の記述を参照。